# Clam Falls
Clam Falls è un comune degli Stati Uniti, situato in Wisconsin, nella Contea di Polk.